# ジャン＝イシドール・アリスプ

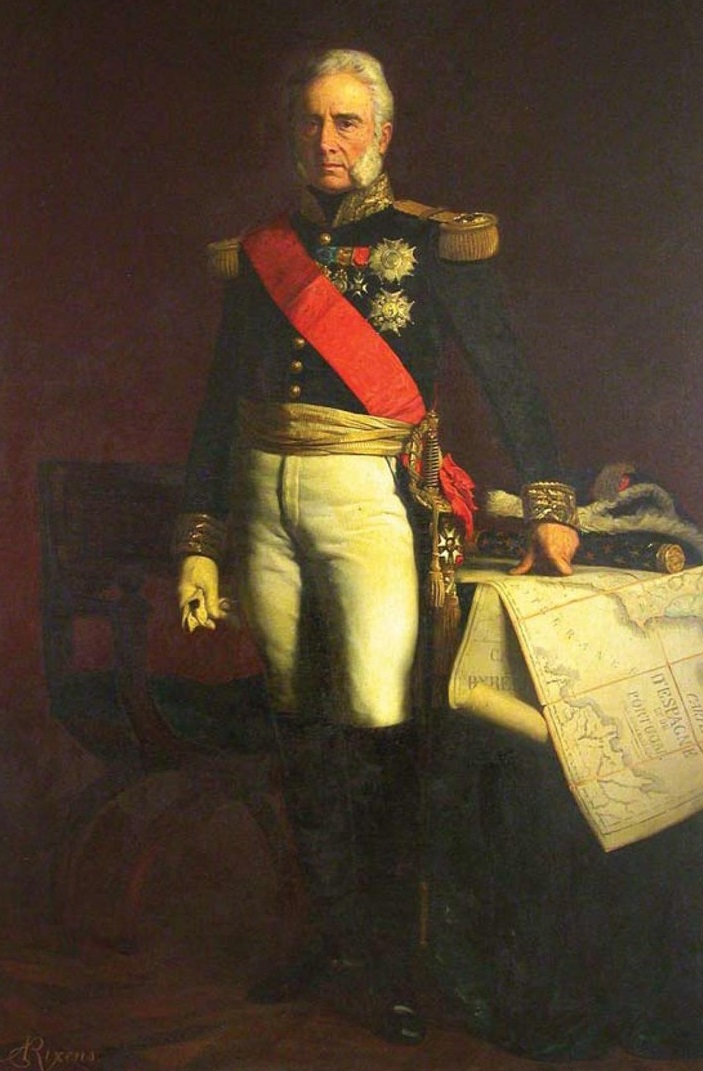

ジャン＝イシドール・アリスプ（Jean-Isidore Harispe、1768年12月7日- 1855年5月26日）は、フランス革命戦争及びナポレオン戦争において活躍したフランスの将軍。1831年にはフランス元帥に任命された。

## 生い立ち
アリスプは裕福なバスク地方の地主の息子としてサン・エティエンヌ・ド・バイゴリーに生まれる。彼の両親は息子に聖職者になることを望んでいたが、アリスプは1792年にフランス革命が勃発した際に志願兵としてフランス共和国軍に参加した。1793年に彼はサン・ジャン・ピエド・ポーの軍隊の指揮官に選ばれた。アリスプはピレネー戦線（対スペイン戦）において有名になった。1795年にスペインとフランスが講和を結んだ後はボルドーで守備隊を率い、オートガロンヌで反乱軍と戦った。1799年にはマクドナルの指揮下でグラウビュンデンの戦いに参加した後、モンセイとブリュヌの要請によりイタリア方面軍へ転属となった。1802年5月にはアングレーム守備隊として組織された第16バスク猟兵半旅団の指揮官に任命された。

## ナポレオン戦争
第3次対仏大同盟が結成された時、アリスプはオージュローの指揮下で大西洋沿岸に勤務していた1805年及び1806年の戦いではディスジャーディン地方で活躍した。イェナの戦いでアリスプは負傷した。1807年1月にアリスプは准将に任命された。スルトの指揮下に転属になった後、ベルティエの指揮下の旅団を預けられた。ハイルスベルクの戦い及びフリーラントの戦いにおいて活躍して有名になったが、ここで再び負傷することとなった。
1807年にはモンセイの指揮下の沿岸軍偵察軍団の参謀長に任命された。アリスプはこの軍団と共に1808年のスイス戦線を戦った。1808年11月にはランヌ指揮下でツデラの戦い及びサラサゴ包囲戦に参加した。ランヌがフランスに帰国し第5次対仏大同盟が結成された時にはスーシェの参謀長に就任した。
スーシェが1万人の軍隊でスペインの軍隊を破ったマリアの戦いで、アリスプは1から3箇所の傷を負った。アリスプは部隊の中で将軍に昇進した。タラゴナとレリダの包囲戦およびバレンシア占領においてさらに名声を上げた後、レジオンドヌール勲章グラン・トフィシエを授与され伯爵となった。
アリスプは1813年までアラルゴンで勤務した後、1814年にスルトへの増援としてバルセロナへ向かった。ビトリアの戦いでウェリントンのフランス南部への侵攻を防いだ後、フランスへの退却途中でスペイン人によって利用されるのを防ぐために自分の生まれた城を自ら焼くこととなった。アルザスの戦いでアリスプは全軍の撤退を支援した。1814年3月20日にタルブでスペイン軍と戦闘を行い、ナポレオンが退位した後も戦い続けトゥールーズの戦いにおいても活躍した。カリベントの高地を防衛する任務を与えられ、これらの堡塁を極力をかけて防衛中に砲弾を足に受け切断しなければならなかった。

## 晩年
王政復古後にアリスプはセントルイス勲章および第15軍団の指揮官に任命された。ナポレオンの百日天下では再びナポレオンの下に参集し、スペイン戦線の防衛を行った。第二次王政復古後にスペインのフランス南部への侵攻を阻止しようとした。アリスプは第二次王政復古政権により7月革命まで国外追放されるが、7月王政の支持者としてオート＝アルプおよびバス＝ピレネー知事（1830年 - 1833年）、ピレネー西部方面軍団長（1833年 - 1850年）、第20軍団長（1840年 - 1850年）に復帰した
アリスプはバス＝ピレネーの代議士 (1831年 - 1835年) となり、ボナパルト大統領（のちのナポレオン3世）によってグラン・クロワを叙勲し、元帥に任命され、フランスの貴族に列せられた。第二帝政には上院議員になった。アリスプは1855年にラカールで死亡した。彼の名は凱旋門の西側に刻まれている。